# M'Toussa
M'Toussa è un comune dell'Algeria, situato nella provincia di Khenchela.